# الصديقان
الصديقان Toucan tecs مسلسل كرتون بريطاني مكون من 26 حلقة وقد تم انتاجه سنة 1990 يتناول المسلسل قصة متحريان هما كيمو وزاكي وهما نوعان من أنواع طيور الطوقان يعيشان في وسط الغابة ويدوران حول العالم لحل الجرائم والمشكلات عبر وسائل نقل متنوعة توفرها البطة فيفي وألد اعدائهما البطات المشاكسات ولا ننسى دور الحلزونة سمسمة التي توفر المعدات لهما أثناء الرحلة.

## الشخصيات
- زاكي: طائر لطوقان الذكي الذي يضع الخطط والأفكار ويرتدي قبعة أو غطاء يشير أو يرمز للبلد التي سيرحل إليها.
- كيمو: طائر الطوقان الذي يقوم بتنفيذ خطط زاكي.
- سمسة: حلزونة تقوم بتوفير المعدات والحاجيات للمتحريان.
- فيفي: بطة سمينة توفر لمتحريان وسائل النقل المتنوعة.
- البطات المشاكسات: يعتبرن ألد خصوم المتحريان يقمن بأعمال شريرة في كل حلقة.

## الدبلجة
تم دبلجة العمل في إيران- بندر عباس

### بطولة
- محمد رضا سجادي
- حسين أبو ترابي
- غلام حسين رضائي
- محمد رضا قسوسي
- محمد رضا خليلي
- فداء محمدي

### ترجمة
- علي رضا ولي خاني

## روابط خارجية
- الصديقان على موقع IMDb (الإنجليزية)
- الصديقان على موقع كينوبويسك (الروسية)